# 舍地 (印度)
舍地位於印度马哈拉施特拉邦的一個小鎮。距離艾哈邁德訥格爾（Ahmednagar）83公里，是印度教聖人賽巴巴的故鄉。

## 人口
根據2001年的人口普查，此地居民有26,169人。

## 外部連結
- 舍地指南 （页面存档备份，存于）